# Cro Magnon: odissea nella preistoria
Cro Magnon: odissea nella preistoria (The Clan of the Cave Bear) è un film del 1986 diretto da Michael Chapman, tratto dal romanzo Ayla - figlia della Terra (The Clan of the Cave Bear) di Jean M. Auel.

## Trama
Nei tempi preistorici, c'erano i Neanderthal, ominidi simili all'Homo sapiens. Durante l'era glaciale i Neanderthal vivevano in caverne e perciò sono stati chiamati trogloditi, in una zona tra l'Europa e il Vicino Oriente poi, 35.000 anni fa, apparve una nuova popolazione, i Cro Magnon, una forma di Homo sapiens. Per un breve momento i due gruppi condivisero il territorio. Quel che accadde ai Neanderthal è ancora un mistero, si estinsero e a sopravvivere furono i Cro Magnon che iniziarono la civilizzazione verso il mondo attuale.

Una bimba primitiva Cro Magnon rimane orfana della madre che muore durante un terremoto. La bimba viene aggredita da un leone delle caverne e ferita ad una gamba da una zampata ma si salva in un anfratto roccioso. Viene trovata da un nucleo famigliare troglodita, che l'accoglie, non senza riluttanza da parte di qualcuno. In questo gruppo la bambina viene chiamata Ayla, cresce ma si differenzia dagli altri membri del gruppo per essere bionda e con gli occhi azzurri. È differente anche per intelligenza, come scopre Creb, il Mog-ur, sciamano della tribù ma questa caratteristica invece di essere un vantaggio le crea competizione con il figlio del capo clan, Broud. Diventata donna, malgrado il tabù per le donne di toccare le armi, impara ad usare la frombola. Viene violentata da Broud e rimane gravida. Infrange il tabù per le donne di toccare le armi, usando la frombola, per salvare dall'attacco di un lupo un bambino del clan. Viene allontanata dalla tribù e la donna trova rifugio in una caverna dove partorisce il figlio. Ritorna alla tribù, dove viene riaccolta. Il figlio di Broud, chiamato Durc, cresce nel gruppo mentre lei, durante una serata di magia, invasata dal suo spirito leone in comunione con lo spirito dell'orso di Creb, ha una visione e capisce che deve lasciare Durc e Creb, per andare in cerca dei suoi simili. Ayla con il suo coraggio e la sola frombola come arma di difesa, parte verso l'ignoto.

## Critica
(Il Giorno, 5 maggio 1987.)

## Produzione
Il film è stato girato sulle Montagne Rocciose Canadesi, nel Distretto regionale di Okanagan-Similkameen in Canada. La colonna musicale è stata composta da Alan Silvestri. Al film ha partecipato nella veste dell'orso Bart the Bear, in uno dei suoi primi ruoli. Nel film i dialoghi sono espressi con suoni articolati e gutturali, accompagnati da una forma di linguaggio dei segni, secondo la concezione scientifica attuale (2014) che i trogloditi avevano le strutture ossee per articolare la parola, in modo primitivo.

## Distribuzione
Il film è stato distribuito negli Stati Uniti da Warner Bros. a partire dal 17 gennaio 1986.

## Botteghino e accoglienza
Poiché il film è costato 15 milioni di dollari e ha incassato solo 1,9 milioni di dollari a livello nazionale, è considerato un fiasco da un punto di vista meramente commerciale. Il film è stato candidato per un Premio Oscar nel 1987 per il miglior trucco Michael Westmore e Michèle Burke.

## Animali
- Leone delle caverne
- Orso delle caverne
- Lupo